# Kubba

Kubba al-Sulaibiyya w Samarra, najstarsze mauzoleum z kopułą (IX wiek)

Kubba (tiurbe, z arab. قبة, qubbah = kopuła) – rodzaj grobowca występującego w krajach muzułmańskich, w kształcie mauzoleum przykrytego kopułą na pendentywach. Wewnątrz bogato zdobiony mozaikami, stiukami, majolikami. Powszechny w XI w., zastąpiony nagrobnym meczetem w okresie od XIV w. do XV w.